# Lethe (Hunte)
Lethe is de naam van een kleine, circa 35 km lange, van zuid naar noord stromende, zijrivier van de Hunte. De Lethe mondt te Hundsmühlen, gemeente Wardenburg, in de Hunte uit.
Van ca. 1400 tot 1803 liep de grens tussen het prinsbisdom Münster en het graafschap Oldenburg langs de bovenloop van dit riviertje. 
De Lethe scheidt de gemeente Emstek van het oostelijker gelegen natuurgebied Ahlhorner Fischteiche.
Dit 465 hectare grote natuurreservaat bestaat uit enige natuurlijke en circa 50 kunstmatige, in het begin van de 20e eeuw  ten behoeve van de kweek van zoetwatervis aangelegde, meertjes. Deze zijn omgeven door gemengd bos. De Lethe voorziet de meertjes via een net van stuwtjes en sluisjes van water. In de meertjes vindt nog altijd viskweek en -vangst plaats.  De Ahlhorner Fischteiche zijn rijk aan vogels, waaronder veel beschermde soorten. In het gebied staat een blokhut, waar de Evangelische Kerk in Duitsland kampen en andere evenementen voor jongeren houdt. 